# وريد شبكي مركزي
الوريد الشبكي المركزي (الوريد الشبكي) هو وريد قصير يعبر من خلال العصب البصري، ويترك العصب بعد حوالي 100 مم من العين، ويقوم بتصريف الدم من الشعيرات الدموية الموجودة بالشبكية إلى الوريد العيني العلوي، أو إلى الجيب الكهفي مباشرة. يختلف تشريح حجاج العين من شخص لآخر، حيث يتم التصريف من الوريد الشبكي المركزي إلى الوريد العيني العلوي في بعض الأشخاص، بينما يتم التصريف إلى الجيب الكهفي في أشخاص آخرين.

## المرضيات
الوريد الشبكي المركزي يكافيء الشريان الشبكي المركزي، ومثلما قد يتعرض الشريان للانسداد قد يتعرض الوريد في حالة تسمى انسداد الوريد الشبكي المركزي.

## صور إضافية

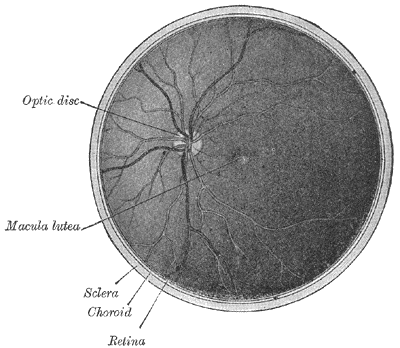
الجزء الداخلي للنصف الخلفي لبصلة العين اليسرى. وتظهر الأوردة بمظهر أغمق من الشرايين.
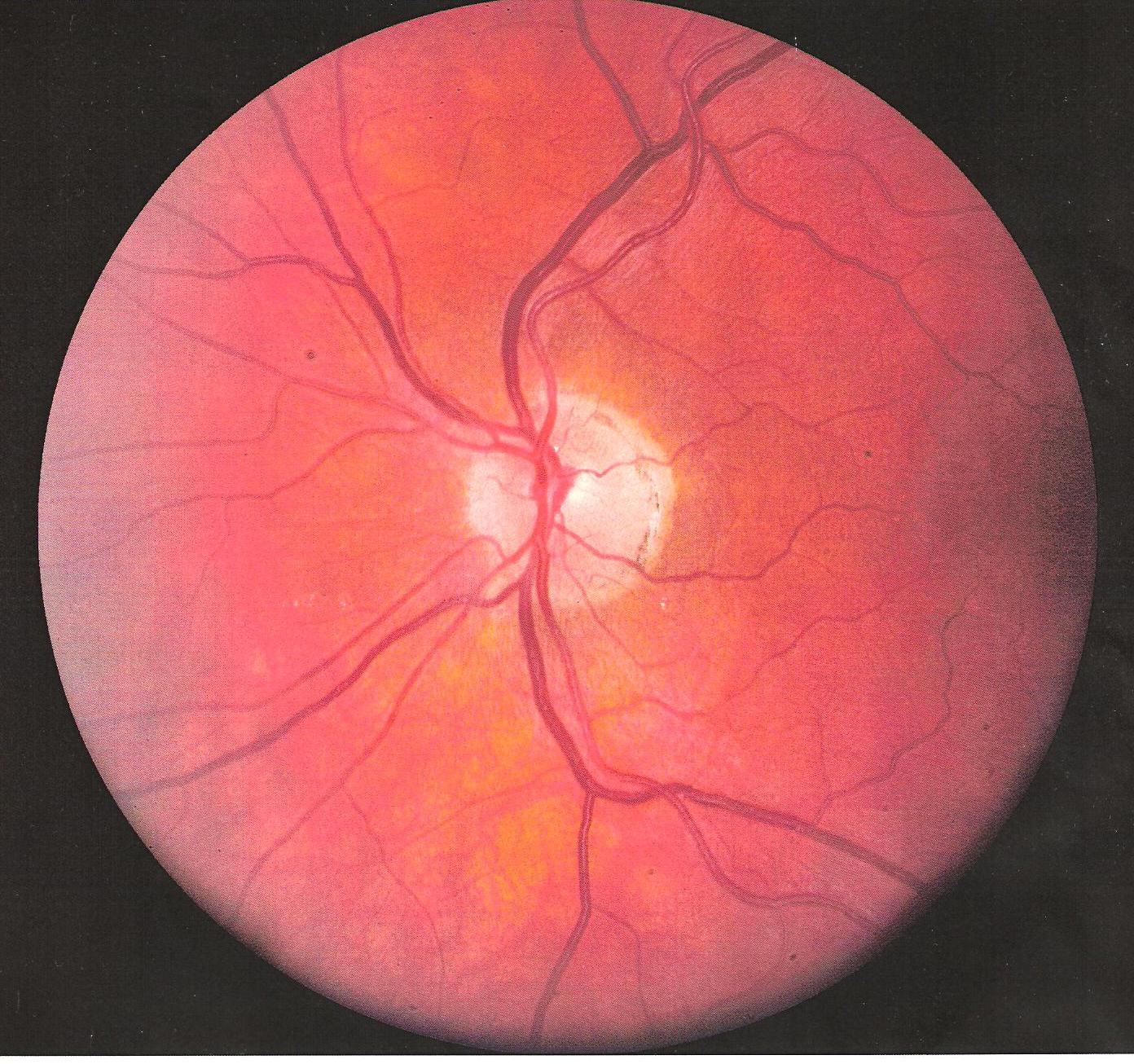
أوعية العين